# Нейроетологія

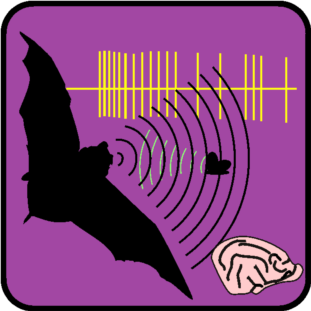
Ехолокація у кажанів — одна з моделей систем у нейроетології.

Нейроетологія — еволюційний і порівняльний підхід до вивчення поведінки тварин і механістичного контролю з боку нервової системи, що лежить у її основі. Це міждисциплінарна галузь поведінкової неврології, яка прагне зрозуміти, як центральна нервова система переводить реакцію на біологічно значущі подразники в природну поведінку. Наприклад, багато кажанів здатні до ехолокації, яка використовується для захоплення здобичі і навігації. Слухова система кажанів часто наводиться як приклад того, як акустичні властивості звуків можуть перетворюватись на сенсорні карти, які поведінково відповідні особливостям звуків. Нейроетологи сподіваються розкрити загальні принципи нервової системи за допомогою вивчення тварин зі специфічною поведінкою.
Як випливає з назви, нейроетологія є багатопрофільною наукою, що складається з нейробіології (вивчення нервової системи) і етології (вивчення поведінки в природних умовах). Центральною темою цієї галузі, що вирізняє її від інших галузей неврології, є акцент на природній поведінці.